# Sididae
Sididae is een familie van kreeftachtigen uit de klasse van de Branchiopoda (blad- of kieuwpootkreeftjes).

## Geslachten
- Diaphanosoma Fischer, 1854
- Latona Straus, 1820
- Penilia Dana, 1852
- Sida Straus, 1820